# Stereochilus hirtus
Stereochilus hirtus är en orkidéart som beskrevs av John Lindley. Stereochilus hirtus ingår i släktet Stereochilus och familjen orkidéer. Inga underarter finns listade i Catalogue of Life.